# 37 Leonis
37 Leonis är en röd jätte i stjärnbilden Lejonet.
37 Leonis har visuell magnitud +5,41 och är synlig för blotta ögat vid god seeing.. Den befinner sig på ett avstånd av ungefär 585 ljusår.